# Франкенгайм
Франкенгайм (нім. Frankenheim) — громада в Німеччині, розташована в землі Тюрингія. Входить до складу району Шмалькальден-Майнінген. Складова частина об'єднання громад Гое-Рен.
Площа — 9,11 км2. Населення становить 1040 ос. (станом на 31 грудня 2021).